# Adrian av Canterbury
Adrian, även stavat Hadrian (född före 637, död 710), var en nordafrikansk lärd i det anglosaxiska England och abbot av Saint Peter's and Saint Paul's i Canterbury. Han var en känd lärare och kommentator av Bibeln.
Adrian föddes mellan 630 och 637. Enligt Beda venerabilis var han "av nation en afrikan", och sannolikt en berber från Nordafrika.
Han var också under en tid abbot i ett kloster nära Neapel.
Adrian dog 709 och begravdes i sitt kloster. Han kom att betraktas som ett helgon och hans reliker återdeponerades i det nya klostret den 9 januari 1091, som nu är hans festdag.